# 巴西副矛䱛
巴西副矛䱛為輻鰭魚綱鱸形目鱸亞目石首魚科的其中一種，分布西大西洋區，從巴拿馬至巴西南部海域，棲息深度可達50公尺，本魚體黃棕色，下腹部銀色，體側具7至9條暗縱帶。在鰓縫後面上端據一個黑色大圓斑。口小，下位，近水平，背鰭硬棘11-12枚;背鰭軟條29-30枚;臀鰭硬棘2枚;臀鰭軟條8枚，體長可達30公分，棲息在沿岸泥底質海域及河口，屬肉食性，以蠕蟲為食，可做為食用魚。